# Nicole Nönnig
Nicole Nönnig (* 9. August 1982 in Karl-Marx-Stadt) ist eine ehemalige deutsche Eiskunstläuferin.

## Biografie
Nicole Nönnig begann das Eislaufen im Alter von vier Jahren beim Chemnitzer EC. Sie war zunächst Einzelläuferin und wurde von Jutta Müller und Nils Köpp trainiert. 2001 wechselte sie zum Paarlauf. Ihr Partner war Matthias Bleyer. Das Paar wurde von Ingo Steuer in Chemnitz trainiert. Nicole Nönnig erlernte zunächst den Beruf Bürokauffrau, absolvierte dann eine Ausbildung an der Handelskammer zum Betriebswirt und studiert zurzeit in Zwickau Gesundheitsmanagement. Nicole Nönnig und Matthias Bleyer sind heute auch privat ein Paar.

## Erfolge/Ergebnisse (Paarlauf)

### Eiskunstlauf-Europameisterschaften
- 2003 – 8. Rang – Malmö

### Deutsche Meisterschaften
- 2002 – 3. Rang
- 2003 – 2. Rang
- 2004 – 5. Rang

### Grand-Prix-Wettbewerbe
- 2002 – 8. Rang – Bofrost Cup, Gelsenkirchen
- 2003 – 6. Rang – Cup of China, Peking
- 2003 – 9. Rang – Cup of Russia, Moskau
- 2004 – 10. Rang – Skate Canada, Halifax
- 2004 – 8. Rang – Trophée Eric Bompard, Paris

## Erfolge/Ergebnisse (Einzellauf)

### Deutsche Meisterschaften
- 1998 – 10. Rang
- 1999 – 10. Rang